# La Ley
La Ley (in italiano "la legge") sono un gruppo musicale pop rock vincitore di un Grammy Award e di due Latin Grammy Award, formato da Andrés Bobe e Rodrigo Aboitiz insieme a Mauricio Claveria, Beto Cuevas e Luciano Rojas.

## Storia del gruppo
Dopo un primo album di scarso successo, Desiertos pubblicato nel 1989, il gruppo pubblicò Doble Opuesto nel 1990, che fu presentato come primo album ufficiale dei La Ley. singolo come Desiertos, Tejedores de Ilusión e Prisioneros de la Piel ottennero un notevole successo in Cile, Argentina e Messico, ed altrettanto fece il loro secondo album ufficiale, La Ley, nel 1992. Dopo la morte di Andrés Bobe (1962-1994) nel 1994 in un incidente stradale, il gruppo andò avanti con un nuovo chitarrista, Pedro Frugone, e pubblicò altri due album, Invisible (1995) e Vértigo (1998). Prima della pubblicazione di Vertigo, Rodrigo Aboitiz ed il bassista Luciano Rojas lasciarono il gruppo, a metà di un tour, per formare un proprio gruppo, i Saiko.
Nel corso degli anni, la musica dei La Ley divenne più pop e meno sperimentale, ed i musicisti stessi abbandonarono la loro immagine dark. Non tutti i fan del gruppo apprezzarono il cambiamento, ma gli ultimi due album pubblicati, Uno (2000) e Libertad (2003), consolidarono i La Ley come uno dei più importanti gruppo dell'America Latina, permettendogli di vincere un Latin Grammy per ognuno dei due album.
La Ley si esibirono anche a MTV Unplugged nel 2001, e pubblicarono un album della loro performance, che vinse un Grammy award. Nel 2004, fu pubblicato Historias e Histeria, un greatest hits del gruppo, contenente tre brani inediti: Mírate, Bienvenido al Anochecer e Histeria.
Nel 2005 Rodrigo Aboitiz e Luciano Rojas si esibiscono insieme al resto della band in occasione del Festival di Viña del Mar e dopo un lungo tour che li porta in giro per tutta l'America Latina, la band dice addio alle scene a Buenos Aires il 29 settembre, per poter continuare a lavorare sui progetti da solisti dei singoli componenti.
Nel 2013 il gruppo si riunisce per potersi esibire al Festival de Viña del 2014.
Attualmente della band non ci sono ancora notizie.

## Formazione
- Luis Alberto Cuevas Olmedo a.k.a. Beto Cuevas - voce (1988–2005; 2013-presente)
- Mauricio Claveria - batteria (1988–2005; 2013-presente)
- Pedro Frugone - chitarra (1994–2005; 2013-presente)

Membri passati
- Rodrigo Aboitiz - tastiera (1987–1991); (1994–1998)
- Luciano Rojas - basso (1988–1999)
- Andrés Bobe - chitarra, voce (1987–1994)
- Shia Arbulu - voce (1987–1988)
- Ivan Delgado - voce (1988)

## Discografia
- Desiertos (1989)
- Doble Opuesto (1990)
- La Ley (1992)
- Cara de Dios (1994)
- Invisible (1995)
- Vértigo (1998)
- Uno (2000)
- MTV Unplugged (2001)
- Libertad (2003)
- Historias e Histeria (2004)